# Wilsonprimtal
Ett Wilsonprimtal är ett primtal p sådant att (p - 1)! + 1 är delbart med p2, där "!" står för fakultet. (Jämför med Wilsons sats, som säger att (p - 1)! + 1 är delbart med p för alla primtal p.)
Endast tre Wilsonprimtal är kända, nämligen 5, 13 och 563 (talföljd A007540 i OEIS); om det finns fler, måste de enligt datorberäkningar vara större än 5 × 108. Förmodanden har ställts upp om att det finns oändligt många Wilsonprimtal och, mer precist, att antalet Wilsonprimtal i ett intervall [x, y] är omkring log(log(y) / log(x)).